# Argón
El argón es un elemento químico de número atómico 18, símbolo Ar y masa atómica 39.948 Es el tercero de los gases nobles, incoloro e inerte como ellos, constituye el 0,934 % del aire seco. Su nombre proviene del griego ἀργός [argos], que significa inactivo (debido a que no reacciona).
El argón fue el primer gas noble que se descubrió y se extrajo como sustancia, de ahí su nombre, que básicamente se adapta a cualquier gas noble. Hasta ahora, el helio (del griego helios, que significa “sol”) sólo se había detectado espectroscópicamente en la luz solar y en muestras terrestres, y el neón se descubrió más tarde. El argón fue descubierto en 1894 por Lord Rayleigh y William Ramsay mediante destilación fraccionada de aire líquido. El argón, el gas noble más barato, se utiliza en grandes cantidades como gas de protección en la soldadura con gas de protección y en la producción de algunos metales, pero también como gas de relleno para lámparas incandescentes.

## Aplicaciones

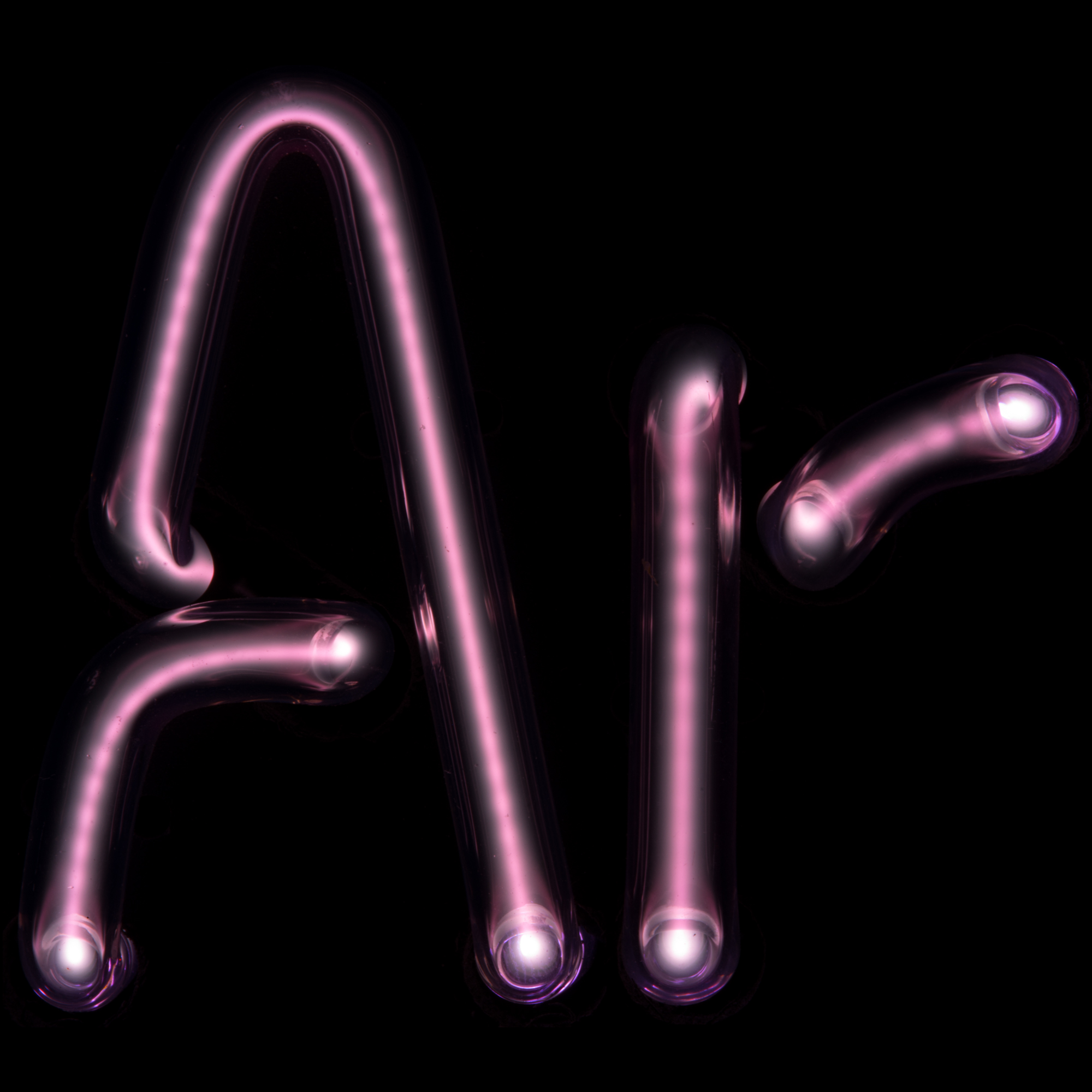
Tubo de descarga lleno de argón puro con la forma de su símbolo.

Se emplea como gas de relleno en lámparas incandescentes ya que no reacciona con el material del filamento incluso a alta temperatura y presión, prolongando de este modo la vida útil de la bombilla, y en sustitución del neón en lámparas fluorescentes cuando se desea un color verde-azul en vez del rojo del neón. También como sustituto del nitrógeno molecular (N2) cuando este no se comporta como gas inerte por las condiciones de operación.
En el ámbito industrial y científico se emplea universalmente de la recreación de atmósferas inertes (no reaccionantes) para evitar reacciones químicas indeseadas en multitud de operaciones:
- Soldadura por arco y soldadura a gas.
- Fabricación de titanio y otros elementos reactivos.
- Fabricación de monocristales —piezas cilíndricas formadas por una estructura cristalina continua— de silicio y germanio para componentes semiconductores.

El argón-39 se usa, entre otras aplicaciones, para la datación de núcleos de hielo, y aguas subterráneas (véase el apartado Isótopos).
En el buceo técnico, se emplea el argón para el inflado de trajes secos —los que impiden el contacto de la piel con el agua a diferencia de los húmedos típicos de neopreno— tanto por ser inerte como por su pequeña conductividad térmica lo que proporciona el aislamiento térmico necesario para realizar largas inmersiones a cierta profundidad.
El láser de argón tiene usos médicos en odontología y oftalmología; la primera intervención con láser de argón, realizada por Francis L'Esperance, para tratar una retinopatía se realizó en febrero de 1968.

### Conservante
El argón se usa para desplazar el aire que contiene oxígeno y humedad en el material de empaque para extender la vida útil del contenido (el argón tiene el código de aditivo alimentario europeo E938). La oxidación aérea, la hidrólisis y otras reacciones químicas que degradan los productos se retardan o se evitan por completo. Los productos químicos y farmacéuticos de alta pureza a veces se envasan y sellan en argón. El argón también se utiliza como conservante para productos tales como barniz, poliuretano y pintura, al desplazar el aire para preparar un recipiente para el almacenamiento.
Desde 2002, los Archivos Nacionales de Estados Unidos almacenan importantes documentos nacionales como la Declaración de Independencia y la Constitución dentro de estuches llenos de argón para inhibir su degradación. El argón es preferible al helio que se había utilizado en las cinco décadas anteriores porque este se escapa a través de los poros intermoleculares en la mayoría de los contenedores y debe reemplazarse con regularidad.

## Historia
Henry Cavendish, en 1785, expuso una muestra de nitrógeno a descargas eléctricas repetidas en presencia de oxígeno para formar óxido de nitrógeno que posteriormente eliminaba y encontró que alrededor del 1 % del gas original no se podía disolver, afirmando entonces que no todo el «aire flogisticado» era nitrógeno. En 1892 Lord Rayleigh descubrió que el nitrógeno atmosférico tenía una densidad mayor que el nitrógeno puro obtenido a partir del nitro. Rayleigh y Sir William Ramsay demostraron que la diferencia se debía a la presencia de un segundo gas poco reactivo más pesado que el nitrógeno, anunciando el descubrimiento del argón (del griego αργóν, inactivo, vago o perezoso) en 1894, noticia que fue acogida con bastante escepticismo por la comunidad científica.
En 1904 Rayleigh recibió el premio Nobel de Física por sus investigaciones acerca de la densidad de los gases más importantes y el descubrimiento de la existencia del argón.

## Abundancia y obtención
El gas se obtiene por medio de la destilación fraccionada del aire licuado, en el que se encuentra en una proporción de aproximadamente el 0,94 %, y posterior eliminación del oxígeno residual con hidrógeno. La atmósfera marciana contiene un 1,6 % de 40Ar y 5 ppm de 36Ar.; la de Mercurio un 7,0 % y la de Venus trazas. En agosto del año 2014 la sonda Rosetta de la ESA, a través de su instrumento Rosina, detectó en la coma del cometa 67P/Churyumov-Gerasimenko, a los isótopos 36Ar y 38Ar.

## Isótopos

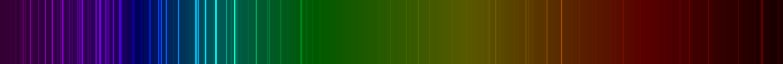
Espectro del argón.

Los principales isótopos de argón presentes en la Tierra son 40Ar (99,6 %), 36Ar y 38Ar. El isótopo 40K, con un periodo de semidesintegración de 1,205×109 años, decae a 40Ar (11,2 %) estable mediante captura electrónica y mediante emisión de un positrón, y el 88,8 % restante a 40Ca mediante desintegración β. Estos ratios de desintegración permiten determinar la edad de las rocas.
En la atmósfera terrestre, el 39Ar se genera por bombardeo de rayos cósmicos principalmente a partir del 40Ar. En entornos subterráneos no expuestos se produce por captura neutrónica del 39K y desintegración α del 37Ca.
El 37Ar, con un periodo de semidesintegración de 35 días, es producto del decaimiento del 40Ca, resultado de explosiones nucleares subterráneas.

## Compuestos

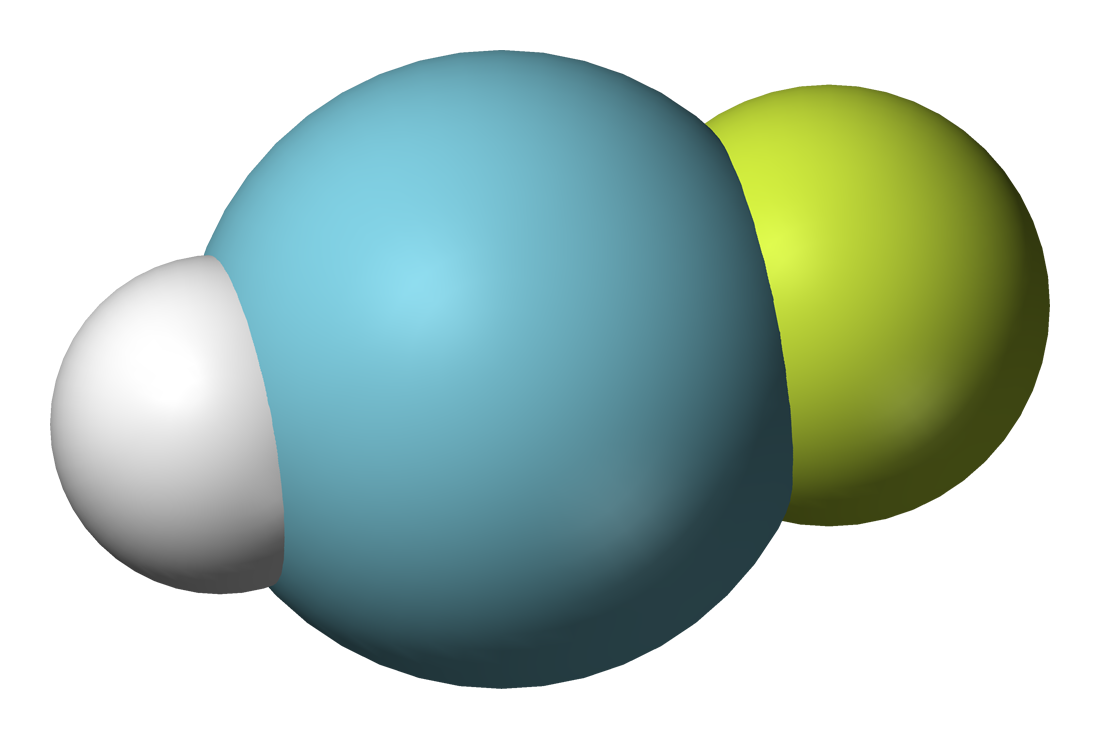
Modelo de espacio lleno de fluoruro de hidrógeno.

El octeto completo de electrones del argón indica subcapas completas s y p. Esta capa de valencia completa hace que el argón sea muy estable y extremadamente resistente a la unión con otros elementos. Antes de 1962, se consideraba que el argón y los demás gases nobles eran químicamente inertes e incapaces de formar compuestos; sin embargo, desde entonces se han sintetizado compuestos de los gases nobles más pesados. El primer compuesto de argón con pentacarbonilo de tungsteno, W(CO)5Ar, se aisló en 1975, aunque no fue ampliamente reconocido en ese momento. En agosto de 2000, investigadores de la Universidad de Helsinki formaron otro compuesto de argón, el fluorohidruro de argón (HArF), al hacer brillar luz ultravioleta sobre argón congelado que contenía una pequeña cantidad de fluoruro de hidrógeno con yoduro de cesio. Este descubrimiento provocó el reconocimiento de que el argón podía formar compuestos débilmente unidos. Es estable hasta 17 kelvin (−256  °C). Los dicationes metaestables de ArCF2+
2, que es de valencia isoelectrónica con fluoruro de carbonilo y fosgeno, fueron observados en 2010. El 36Ar, en forma de iones de hidruro de argón (argonio), se ha detectado en el medio interestelar asociado con la supernova de la nebulosa del Cangrejo; esta fue la primera molécula de gas noble detectada en el espacio exterior.
El hidruro de argón sólido, Ar(H2)2, tiene la misma estructura cristalina que la fase de Laves de MgZn2. Se forma a presiones entre 4.3 y 220 GPa, aunque las mediciones de Raman sugieren que las moléculas de H2 en Ar(H2)2 se disocian por encima de los 175 GPa.

## Seguridad
Aunque el argón no es tóxico, es un 38 % más denso que el aire y, por lo tanto, se considera un asfixiante peligroso en áreas cerradas. Es difícil de detectar porque es incoloro, inodoro e insípido. Un incidente de 1994, en el que un hombre fue asfixiado después de ingresar a una sección llena de argón de una tubería de petróleo en construcción en Alaska, destaca los peligros de las fugas de los tanques de argón en espacios confinados y enfatiza la necesidad de un uso, almacenamiento y manipulación adecuados.